# G-FORCE
G-FORCE je americký špionážní komediální film, režisérský debut Hoyta Yeatmana, v produkci Jerryho Bruckheimera. Film pojednává o zvířecích agentech, výsledku tajného vládního programu pro výcvik špionážních zvířat.

## Děj
Film sleduje tým tajných zvířecích agentů vybavených nejmodernější technologií, např. sluchátkem, které umožňuje zvířatům mluvit lidskou řečí. Hlavní tým je složen z morčat Darwina (vedoucí), Juarezové (specialistka na bojová umění), Blastera (specialista na zbraně a transport), krtka Specklese (počítačový specialista) a mouchy Mooche (průzkumník). S úmyslem zaujmout nadřízené rozhodne lidský vedoucí týmu Ben, že infiltrují dům výrobce elektroniky a spotřebičů, magnáta Leonarda Sabera, kterého FBI vyšetřuje již léta. Když se vrátí z mise, nadřízení přijdou Bena zkontrolovat a jsou rozhořčeni z toho, že se rozhodl sám pro nepovolenou misi. Navíc informace, které agenti u Sabera stáhli, jsou zbytečná data o kávovarech. Výsledkem je, že se vláda rozhodne projekt zvířecích agentů zastavit, zařízení zabavit a zvířata využít pro testy a mají být zabita kvůli bezpečnostním hrozbám. S pomocí svých lidských přátel ale Darwin, Juarezová, Blaster, Mooch a Speckles uprchnou s nadějí, že se jim podaří narušit Saberovy plány, ale nakonec se octnou ve zverimexu.
Ve zverimexu se G-FORCE seznámí s dalším morčetem Hurleym, křečkem Buckym a třemi tupými myšmi. Blaster a Juarezová jsou prodáni do jedné rodiny. Speckles se pokusí uprchnout tak, že předstírá smrt, ale zaměstnanci ho hodí do popelářského vozu. Mezitím se Mooch vydá k Benovi, aby mu řekl, kde jsou jeho agenti. Než se tam ale Ben dostane, jsou všichni pryč. Darwin utekl za pomoci Buckyho spolu s Hurleym. Vyjde najevo, že Hurley je Darwinův bratr.
Zatímco Blaster a Juarezová uprchnou svým novým majitelům, Ben se svou kolegyní zjistí, že Saberovy výrobky mají v sobě zabudovaný program, který může zničit lidstvo. Cestou k Benovi narazí Darwin na Saberův kávovar a rozhodne se ho prozkoumat, ale kávovar ožije a Darwin s Hurleym nejsou schopni ho porazit. Darwin s Hurleym tak dorazí k Benovi, kam se dostanou i Blaster a Juarezová.
Tým se vydá do Saberovy rezidence a má narušit jeho počítačový systém virem. Agenti FBI mají ale za úkol G-FORCE dopadnout, a tak jim tým musí uniknout. Po proniknutí do Saberovy rezidence je v bitvě tým rozdělen a pro aplikování viru zbudou pouze Darwin a Mooch. Ve stejné době je Leonard Saber šokovaný tím, že se z jeho výrobků staly vraždící stroje. Domníval se, že jsou pouze vytvořeny tak, aby mezi sebou komunikovaly. Když Darwin dorazí do Saberova počítačového centra, najde tam Specklese, který celou vzpouru strojů vede, protože jeho domov a rodina byly zničeny lidmi, a tak se jim rozhodl pomstít. Speckles má v plánu zničit zemský povrch tak, aby nebyl obyvatelný. Darwin začne Specklesovi vysvětlovat, že je ve zbytku týmu a v Benovi našel novou rodinu. Speckles souhlasí a pokusí se celou vzpouru zastavit, ale zjistí, že vše zašlo již příliš daleko. Darwin ale použije virus, který donesl.
Na konci filmu jsou členové G-FORCE pochváleni osobně ředitelem FBI, který z nich rovněž udělá zvláštní agenty FBI. Členem týmu se stane rovněž Hurley, Bucky a tři myši ze zverimexu, kde se předtím ocitly v G-FORCE. Saber mezitím provádí největší stažení výrobků z trhu v historii a Speckles má za trest za úkol odstranit z nich nebezpečné čipy.

## Obsazení
| Bill Nighy             | Leonard Saber      |
| Zach Galifianakis      | Ben                |
| Nicolas Cage           | Speckles (dabing)  |
| Sam Rockwell           | Darwin (dabing)    |
| Jon Favreau            | Hurley (dabing)    |
| Penélope Cruz          | Juarezová (dabing) |
| Steve Buscemi          | Bucky (dabing)     |
| Tracy Morgan           | Blaster (dabing)   |
| Will Arnett            | Kip Killian        |
| Kelli Garner           | Marcie             |
| Tyler Patrick Jones    | Connor             |
| Piper Mackenzie Harris | Penny              |
| Gabriel Casseus        | agent Trigstad     |
| Jack Conley            | agent Carter       |
| Niecy Nash             | Rosalita           |

## Ohlas
Film sklidil negativní reakce. Server Rotten Tomatoes na základě 110 recenzí uvádí, že pouze 22% z nich je pozitivních. Server Metacritic na základě 19 hodnocení kritiků dává filmu skóre 41 ze 100. Uživatelé ČSFD hodnotí G-FORCE průměrně 56%.
I přes nepříznivé kritické reakce byl film úspěšný komerčně. Během úvodního víkendu ve Spojených státech utržil více než 31,7 milionů dolarů a stal se tak nejúspěšnějším filmem víkendu a nahradil tak na první příčce snímek Harry Potter a Princ dvojí krve Celkové celosvětové tržby filmu činily více než 292 miliony dolarů.